# Panamerican Football Championship
Giải vô địch Panamerican là một giải đấu bóng đá quốc tế do Liên đoàn bóng đá Panamerican tổ chức bốn năm một lần từ năm 1952 đến năm 1960. Vì giải đấu hàng đầu của châu Mỹ, Copa América, bị giới hạn ở các đội Nam Mỹ, giải vô địch Panamerican là một nỗ lực nhằm tạo ra một châu Mỹ rộng vô địch.